# Árvíztűrő tükörfúrógép
Az árvíztűrő tükörfúrógép nem egy létező gép, hanem egy könnyen megjegyezhető, pangrammára hasonlító szöveg. Úgy tartalmazza a magyarban használt összes ékezetes karaktert (áÁ-éÉ-íÍ-óÓ-öÖ-őŐ-úÚ-üÜ-űŰ), hogy közben egy összefüggő, értelmes szöveget látunk (nem azt például, hogy „AaÁáBbCc...”).
Elsősorban a betűtípusok és betűképek bemutatására, tesztelésére használják kiadványszerkesztés és grafikai munkák során. Egy betűtípus-nézegető programban egy betűtípust megnyitva látható, hogy az adott betűtípus rendelkezik-e ékezetes betűkkel. Általában az ő és ű betűk szoktak hiányozni az ékezetes betűk közül, mivel a hungarumlautnak nevezett kettős éles ékezettel ellátott betűk nem részei az alap latin karakterkészletnek.
További tipikus alkalmazása a karakterkódolási beállítások ellenőrzése elektronikus dokumentumok vagy különböző rendszerek közötti kommunikáció esetén. A helytelen beállítások az ékezetes betűket teljesen olvashatatlan betűszemétté változtathatják.

## Történet
Az „árvíztűrő tükörfúrógép”-et a számítógépes szövegszerkesztőkhöz és kiadványszerkesztőkhöz akkoriban készített sokféle új betűtípus magyar ékezetes betűinek ellenőrzésére találta ki 1989 tavaszán Faklen Pál, a Delta-Impulzus főszerkesztő-helyettese (később az Alaplap majd az Új Alaplap főszerkesztője). Az eredetileg belső használatra szánt tömör próbaszöveg ezt követően Kis János révén került közforgalomba a FidoNeten és más csatornákon. A magyar nyelv összes ékezetes magánhangzójának minél kevesebb mássalhangzó felhasználásával és viszonylag értelmes szövegként történő megjelenítésére a Delta-Impulzusnál több változat is készült. Egyikük az Alaplap 1990. júniusi számának 11. oldalán a „Magyar kodok” című írásban a CWI és az SZKI kódot összehasonlító illusztrációként is megjelent: „öt hűtőházból kértünk színhúst”. Ez azonban hosszabb, és nem terjedt el annyira, mint a másik, amely az AutoCAD R-11 magyar verziójának a kézikönyvében is megtalálható. A magyar nyelvű Windows 98 óta a többi Windows operációs rendszer is az árvíztűrő tükörfúrógép mintaszöveget jeleníti meg a betűkészletek magyar ékezetes formáinak ellenőrzésére.

## Egyéb magyar tesztszövegek

### Csak ékezetes magánhangzók, csak egyszer
- Bőszájú körülíróművész.
- Csúszdázó műbőr különítmény
- Húsz kábító fűrész őrködik, üt. (Balázsik Gábor)
- Fűsújtó, sárgördítő ütés
- Gyümölcsvédő ágyúfűnyíró
- Háztűznézőügynök-búsító
- Jóhírű tüzérágyúöntő (TSL16b)
- Jóízű félárú sütőtök (TSL16b)
- Jött árvíz, tűzvész, rút gümőkór.
- Kövér fülű sítúrázó nő (TSL16b)
- Különálló műútépítő (TSL16b)
- Nyúlfülvágó térközsűrítő
- Ötágú ütőműbénító (TSL16b)
- Öt szép szűzlány őrült írót nyúz. (Váncsa István tollából.)
- Tégy úgy őrült, már bűvölsz, hódíts! (Nagy László)
- Tíz büdös légy húsz műcsótányt főz
- Több hűtőházból kértünk színhúst.
- Tűzön tíz órát égő nyúlfül
- Sós húst sütsz tán, vízköpő Szűcsné.
- Számítógépbötű-őrült nyúl. (Kolonits Zoltán)
- Szénrázúdító fűtőküldönc
- Szőrösfülű vén sírásó úr. (Kolonits Zoltán)
- Túlkábító műrémölőfül
- Tüskéshátú kígyóbűvölő (Koltai László)
- Tűrő társ békít, s újból örül.
- Új füvön csábító kéjnőt gyűr. (lorenzo)
- Úrnőm, gyümölcsízű rágót végy!
- Úszójárműkürt-vészöblítő
- Üldögélő műújságíró (TSL16b)
- Vájt fülű bíró két döntőt fújt. (Vincze Ferdinánd)
- Zártkörű nőújító ülés (TSL16b)
- Szélütött űrújságírónő
- Kúpváltós tündérvízbűzköpő (Vass)
- Kötőtűrázógép szíjsúlyügy (Vass)
- Túl könnyű süvítő hóhérbárd (Vass)
- Dühödt hűtőgépfúrógyárgyík (Vass)
- Túrószűrős kéjbártükörsík (Vass)
- Jól átfűzött gőzsíppúpprés trükk (Vass)
- Tűzálló tyúkfültörpítőkés (Vass)
- Sündörgő, művérfújó vámpír (CsB)
- Jószívű lúd üdvösségtől száll (VA)
- Közfürdőt újító művészpár (VA)
- Rútképű álhírüvöltő hód (CsB)
- Sínpárt söprő műúszó sügér (CsB)

### Az összes magánhangzó pontosan egyszer
- Az átverés: fiktív, morgó, önző, punk, fúrtfülű. (a magánhangzók ábécésorrendben)
- Adjál elém pikírt, bohó költőt, unt, bús tüzűt! (szintén ábécésorrend)
- A fűrészbolt-felvigyázó őrön új kulcsszíj csüng.
- Hálóűrbe fölül lő, bosszús kapusszív vérzik.
- vízi hosszúbukó-alámerülő működés
- „Jak” típusú vitorlázó repülőgép röptű. (Rodrigo)
- Fürge rőt róka túlszökik zsíros étkű kutyán. (Zöld István – a híres angol példamondat (lásd lent) alapján)

### (Majdnem) az összes magyar betű
- Egy hűtlen vejét fülöncsípő, dühös mexikói úr ázik Quitóban. (A magyar nyelvű Windows példamondata; az o és w hiányzik belőle.)
- Egy hűtlen vejét fülöncsípő, dühös mexikói úr Wesselényinél mázol Quitóban. (Az előző mondat javított változata, valódi pangramma.)

### Az összes magyar betű pontosan egyszer
- Pál fogyó IQ-jú kun exvő, ím dühös a WC-bűzért. (Schwetter Ernő)
- Bűzös WC-lé (fogyó IQ-jú exvőpár munka) dühít. (az előbbi variánsa) (Schwetter Ernő)
- Új, „Exvőd = fél pár” című show közügy Quitóban. (Schwetter Ernő)
- Jámbor célú, öv ügyű ex qwan ki dós főz, puhít. (qwan ki do: küzdősport) (Schwetter Ernő)

### Az összes magyar hang csak egyszer, kivéve dz, dzs, ly külön hang
egy alapötlet, több mondat:
- Nyolc csupasz begyű tyúk vőfélyi májzsírt sóz, dühöng. (Schwetter Ernő)
- Nyolc hízón csupasz begyű tyúkdög, rizs, máj: vőfély süt. (Schwetter Ernő)
- Mily jó: nyolc vén, dühös, csupasz, tág begyű zsírtyúk főz! (Schwetter Ernő)
- Mily fájó egy tűzvész, s nyolc, csupa zsírbő tyúk dühöng. (Schwetter Ernő)

### Az összes magyar hang pontosan egyszer (ly is)
- Tyúktörzs pedz, bandzsul, hisz molynyájgóc vízcső fésűd ügy. (Schwetter Ernő)

magyarázat: Tudóstársaság vizsgálja a tyúkok viselkedését mollyal teli különös anyagból készült használati tárgy hatására.
- Nyáj bandzsul (vízcső ügy); tyúktörzs pedz, hisz fésűd molygóc. (az előbbi, átrendezve) (Schwetter Ernő)

magyarázat: Vízcső repedése miatt a nyáj a szomjúságtól nem lát jól, miközben csibész kölyök a kerítésen keresztül ötletes csalival sikeresen halássza a szomszéd tyúkjait, hiszen ezek szeretik a molyokat.
- Tyúknyáj bandzsul, csőtörzs pedz, vízügy hisz, fésűd molygóc. (Schwetter Ernő után szabadon)

magyarázat: A bamba tyúkok nem veszik észre, hogy átszakadt a gát, de Sólyom-csőrmester (Dr. Bubó) a levegőből figyeli őket. A vízügyi hatóság bízik benne, hogy a helyzet nem reménytelen, de te még ilyen vészhelyzetben is csak órákig fésülöd magad, pedig attól csak jobban hullik a hajad a molyok legnagyobb örömére.
- Sün, hód, ölyv cigány csőszt űz; Bodzadzsem, tyúkzsír – pfuj, légy! (Schwetter Ernő)

magyarázat: Fordul a kocka, avagy a birodalom visszavág. A nagyobb állatok a csőszt magát, a kisebbek az ételét rohanják le.
- Szűcs cigánynéd győz: bodzadzsem, tyúkzsír, ölyvsült – óh, pfuj. (Schwetter Ernő)

magyarázat: Te szűcs nagy konyhaművésznek képzeled magad, feleséged restellve bár, de megpróbálja eloszlatni tévhitedet.

### A legkevesebb betűfajtából álló leghosszabb mondat a legtöbb betűfajtából álló legrövidebb mondat után (a szimmetria kedvéért)
- Te etetettet tettetett, te: e tettet Ete tetettette-e? (csak kétféle betű) (Schwetter Ernő)

### Vegyes
- Külvízen úszó szárazjégtörő burkolt kisjármű
- Csábító kéjnőt új füvön gyűrt,
gyűlésükön újból nőt kívánt. (Kolonits Zoltán)
- Húsz ősz bíró bűbájtörvényt ül:
vén nőt kínzó lángú tűz süssön. (Kolonits Zoltán)
- Új fűszárító gőzgépünkön
kávészínű lódöghúst főzünk. (Kolonits Zoltán)
- Lábvíztűrő Műkörzőfúrógép (S. B. M.)

## Angol példák
Egyéb, angol nyelvű, betűképek bemutatására használt szövegek:
- Jackdaws love my big sphinx of quartz. („A csókák szeretik a nagy kvarcszfinxemet.”)
- The quick brown fox jumps over the lazy dog. („A fürge barna róka átugrik a lusta kutyán.”)

Ezek a szövegek az angol nyelvben valóban pangrammák, azaz olyan értelmes szövegek, mondatok, melyek az angol ábécé összes betűjét tartalmazzák.

## Eszperantó példa
Eĥoŝanĝo ĉiuĵaŭde („visszhangváltás minden csütörtökön”) – az összes eszperantó mellékjeles betű megtalálható benne.